# Прута
Прута́ (ивр. פרוטה‎) — медная монета малого достоинства, выпуск которой был начат во времена династии Хасмонеев (примерно с середины II века до н. э.) и прекращён в конце I века н. э. Название монеты встречается в текстах Мишны и Талмуда: это меньшая монета в Палестине; вещь стоимостью менее этого не может служить предметом тяжбы, возбуждаемой против еврея. Цена монеты определялась стоимостью чистого серебра весом соответствующим половине ячменного зерна. В современном мире принимается как 1/40 грамма.
Название «прута» имела также разменная денежная единица, выпускавшаяся в Израиле с 1949 по 1956 год.

## Предыстория
Пришедший в 175 году до н. э. к власти в империи Селевкидов Антиох IV Епифан стремился ускорить процесс эллинизации подвластных народов, в том числе евреев. Летом 167 года Антиох издал ряд указов, прямо направленных против иудаизма как религии. Гонения носили беспрецедентный для древнего мира характер. Это катализировало противоречия между эллинизированным населением и еврейскими традиционалистами. Началось вооружённое сопротивление. В декабре 164 года повстанцы овладели Иерусалимом. Иудейское государство было восстановлено в 142 году до н. э.
Первым вождём восставших был священник (коэн) Маттафия Хасмоней (Маттитьягу), а затем его третий сын Иуда (Иехуда) Маккавей. В 140 году до н. э. официально избранным правителем, первосвященником и главнокомандующим Иудеи стал второй сын Маттафии — Симон (Шим‘он), который собрал для этого в Иерусалиме Великий Собор (Кнессет гдола), утвердивший Симона в этих должностях. Это назначение стало наследственным и должно было передаваться потомкам Симона «до того как явится истинный пророк». С этого момента ведётся формальный отсчёт правления династии Хасмонеев.

## История первых еврейских монет
С возникновением независимого государства Хасмонеев (135—37 гг. до н. э.) начинается история еврейских монет. Симон, основатель династии Хасмонеев, был официально признан Антиохом VII в качестве царя с правом свободной чеканки монеты для своей страны с собственным клеймом. Во время его правления появилась единственная монета, которую из-за греческой надписи нумизматы приписывают Антиоху VII. Однако общепризнанно, что это первая еврейская прута, отчеканенная в Иерусалиме во время правления Симона и его сына Иоанна Гиркана I (142—104 гг. до н. э.). Монеты хасмонейского периода — мелкие медные пруты и лепты. В соответствии со второй заповедью, на хасмонейских монетах не было изображений людей или животных. Большинство эмблем (одинарный или двойной рог изобилия, венок, якорь, цветок, звезда, шлем и т. п.) заимствованы с селевкидских монет. К обычным эллинистическим мотивам добавлены некоторые еврейские, например плод граната. Хасмонейские монеты несут надписи древним еврейским письмом, а монеты Александра Янная и Антигон II Маттитьяху — также на греческом. После имени хасмонейского правителя обычно следует надпись: «первосвященник евреев». За единственным исключением на хасмонейских монетах не указан год чеканки, что затрудняет их датировку. До сих пор не выяснено, кто чеканил монеты с надписью «Иехуда первосвященник» — Аристобул I или Аристобул II. Монеты с надписью «Иехонатан первосвященник» приписываются Александру Яннаю. Чеканил ли монету Гиркан II — неизвестно. Бронзовые монеты с греческими надписями чеканила и династия Ирода (правила с 37 г. до н. э. по 95 г. н. э.) Так, прута Агриппы I датирована «год шестой» (42 г. н. э.) и несёт изображения зонтообразного царского балдахина и трёх ячменных колосьев.

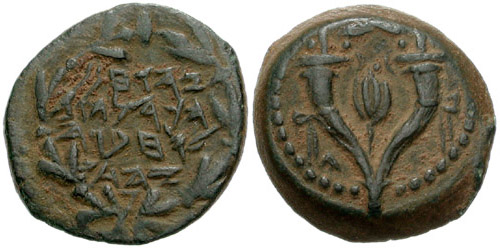
Прута Иоанна Гиркана I
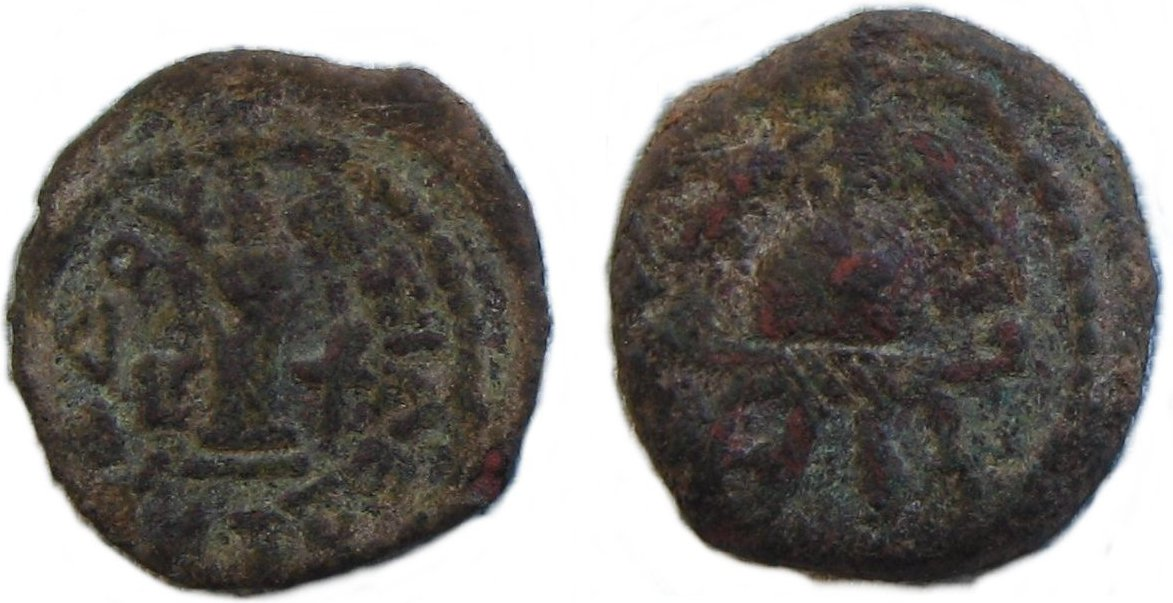
8 прут Ирода Великого
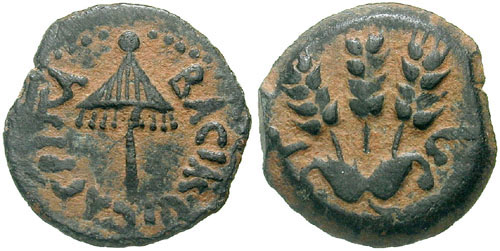
Прута Агриппы I

## Денежная система в античной Иудее
При Хасмонеях прута была прочно связана с греческой денежной системой.
1 серебряная драхма = 6 оболам = 48 халкам = 168 прутам = 336 лептам.
После монетной реформы последнего из правителей Хасмонейской династии Антигона Маттитьягу (40-37 гг. до н. э.), за 384 пруты стали давать 1 шекель серебра, а 96 прут приравняли к одному денарию. Соотношение сохранялось и в правление Ирода Великого.
Назначенный в 6 г. н. э. первый римский префект Копоний приравнял пруту к ассу. Для этого вес данной монеты был немного увеличен. Теперь 256 прут (ассов) стали равняться одному серебряному шекелю, а 64 пруты (асса) — одному денарию.
После 70 года н. э. пруты более не чеканились и официально не обращались.